# جورج بياسو
كان جورج بياسو  (بالإنكليزية: Georges Biassou، 1 يناير 1741 – 14 يوليو 1801) ثوريا وواحداً من قادة ثورة العبيد الأوائل أولئك الذين ثاروا في سانتو دومينغو في عام 1791، وأطلقوا الثورة الهاييتية، وكان دوتي بوكمان كاهن الفودو قد تنبأ بأن بياسو يقود الثورة إلى جانب جان فرنسوا.
وشأنه شأن بعض قادة العبيد الآخرين فقد حارب بياسو إلى جانب الملكيين الإسبان ضد السلطات الثورة الفرنسية في مستعمرة هايتي، وقد هُزِم على يد حليفه السابق توسان لوفرتور الذي تحالف مع الفرنسيين بعد أن وعد بتحرير العبيد، وبقي بياسو في خدمة تاج وعرش إسبانيا، وانسحب من سانتو دومينغو عام 1795 ونقل محل إقامته مع عائلته إلى فلوريدا التي كانت آنذاك جزءا من مستعمرة كوبا الإسبانية.

### سانتو دومينغو
ولد جورج بياسو عام 1741 في سانت دومينغ هيسبانيولا، وهيسبانيولا هي جزيرة كانتوسانتو دومينيغو باسم جمهورية الدومينيكان، في الماضي شكلت سانت دومينيغ الثلث الغربي منها وشكلت سانتو دومينيغو الجزء الشرقي منها، وتُعرف سانت دومينيغ اليوم باسم جمهورية هايتي، وتقع هذه الجزيرة في جزر الأنتيل الكبرى وهي مجموعة من الجزر في البحر الكاريبي وهي جزءا من الهند الغربية، وفي البدء ادعت إسبانيا ملكية سانت دومينيغو، وقد تنازلت فيما بعد عن هذه المستعمرة لفرنسا،  وسيطرت فرنسا على سانت دومينيغو من عام 1659 حتى عام 1804، وأصبحت المستعمرة الأكثر ربحية في الإمبراطورية الاستعمارية الفرنسية وكذلك في منطقة البحر الكاريبي بأكملها.

هيسبانيولا - سانت دومينغ في الثلث الغربي ، وسانتو دومينغو في الشرق.

### البنية الاجتماعي
تم تصنيف مجتمع سانت دومينغ بالنظام الطبقي الصعب، وتم تقسيم المجتمع إلى ثلاث مجموعات، وكان المستعمرون البيض، أو من أعلى الرتب فيها، وتم تقسيم هذه المجموعة إلى طبقتين طبقة المسؤولين الحكوميين وأصحاب المزارع و يُطلق عليهم "غراند بلانك"، وطبقة أدنى من البيض تسمى بـ "بيتيز بلانك" وقد كانوا هؤلاء عادةً أصحاب متاجر وحرفيين وعمال، وكان الأشخاص الأحرار المولانون وهم الخلاسيون هم من نسل آباء بيض وأمهات سود؛ كانوا متعلمين نسبيا وعادة ما كانوا مديرين في المزارع أو في الجيش حتى أن البعض منهم يمتلكون مزارعهم وعبيدهم، كما اشتملت هذه الفئات على "جناة" كانوا أحراراً لأجيال ويملكون ممتلكات ويتمتعون بحقوق كبيرة، وعلى هذا الحال فقد تم استبعادهم من المناصب الإدارية وبعض الوظائف،وغالباً ما كان يعتبر أعضاء هذه الطبقة أنفسهم متساوون مع البيض،، لكنهم ما زالوا يواجهون تمييزاً اجتماعياً معيناً، واحتل العبيد من أصل إفريقي مثل جورج بياسو المرتبة الأدنى، وفي عام 1789. كانت سانت دومينيغ تؤوي 500000 عبد و 32000 من البيض، ووضع نموذج التصنيف الاستعماري هذا الأساس للنظام الطبقي الحالي في هايتي.

### الصراع الاجتماعي
كان المستعمرون البيض والعبيد السود في صراع عنيف بشكل متواصل، واشتمل الكثير منها على "المارون"، ويؤكد بول فيرجسون في كتابه "أحلام الإمبراطورية: نابليون والحرب العالمية الأولى" 1792-1815على أن كل طبقة من الطبقات الاجتماعية الثلاث في سانت دومينيغ احتقرت الأخرى.

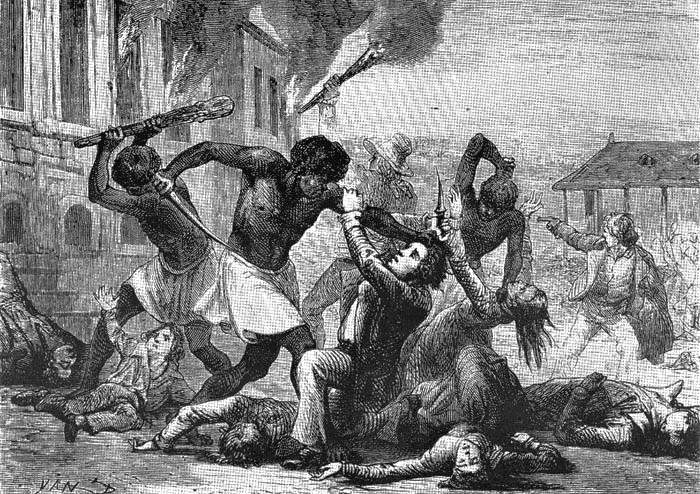
الثورة الهايتية - رسم توضيحي للعبيد السود يقتلون المزارعين البيض.

### لثورة الهايتية
كانت الثورة الهايتية عبارة عن سلسلة من الصراعات التي بدأت في 22 أغسطس 1791 وانتهت في 1 يناير 1804، وشارك فيها العبيد الهايتيون ، "الأفرانش (السود الأحرار)" ، "الخلاسيون خليطي النسب "، المستعمرون، القوات الملكية الفرنسية، والقوات الثورية الفرنسية، والجيشان البريطاني والإسباني، وكانت الثورة في البداية انتفاضة ضد سلطة الإمبراطورية الفرنسية، وقد تحولت على هذا الحال فيما بعد إلى معركة ضد عدم المساواة العرقية ثم بشكل كلي ضد العبودية، ، ويؤكد [توماس ماديو في كتابه "تاريخ هاييتي" أن أهم قادة الثوار في الأشهر الأولى للمعركة كانوا جورج بياسو وفرانسوا بابيون، وقد أمر بياسو حوالي 40.000 عبد بحرق المزارع وقتل "كبار البيض"  اقترح بياسو وبابيون مفاوضات السلام مع فرنسا وأن يتوقف العبيد عن الثورات لقاء حريتهم، وكانت فرنسا متورطة في حرب مع عدة دول وممالك وبالتالي رفضت هذا العرض، ، وفي الوقت ذاته  الوقت نفسه أجرى بياسو وبابيون اتصالات غير رسمية مع إسبانيا التي كانت تسيطر على سانتو دومينيغو.

### تحرير العبيد في سانتو دومينغو
في عام 1792 ليجيه فيليستيه سونثوناكس أحد أطراف إلغاء العبودية من فرنسا إلى سانت دومينيغ للحفاظ على النظام، وقد كان الحاكم الفعلي لـ سانت دومينيغ من سبتمبر 1792 إلى 1795، كما حرر سونتوناكس العبيد الذين انضموا إلى جيشه في سبتمبر وأكتوبر 1793، وتم تحرير العبيد في جميع أنحاء سانت دومينيغ، وانسحب بعض الثوار ومن بينهم توسان لوورتور من القوات المساعدة للسود، وعادوا إلى سانت دومينيغ ودعموا الفرنسيين.

### الولاء لإسبانيا
ظل بياسو وفرانسوا مخلصين لإسبانيا على الرغم من أن هذا يعني أنه من الواجب عليهما القتال ضد صديقهما السابق  لوورتور، ، واستمر كل من بياسو وفرانسوا في الدفاع عن إسبانيا حتى نهاية الحرب، وكانت إسبانيا ممتنة لهذا الولاء، ولكن مع انتهاء الحرب لم تعد الحكومة الإسبانية تعرف ماذا تفعل بـ "ذئابها الهاييتية"، ولقد كان الثوار مسلحون شركاء وأعضاء سابقين في الجيش.
في 4 فبراير 1794 تم تحرير جميع العبيد في جميع المستعمرات الفرنسية، وتم تنفيذ هذا بموجب قانون وصودق عليه من قبل المؤتمر الوطني الفرنسي، وبمعاهدة بازل عام 1795 تنازلت إسبانيا عن سانتو دومينيغو لفرنسا،  وقامت إسبانيا فيما بعد بحل قوات المساعدين السود الأمر الذي تطلب من أفراد تلك القوات ومن بينهم بياسو بالنهاية مغادرة هيسبانيولا.

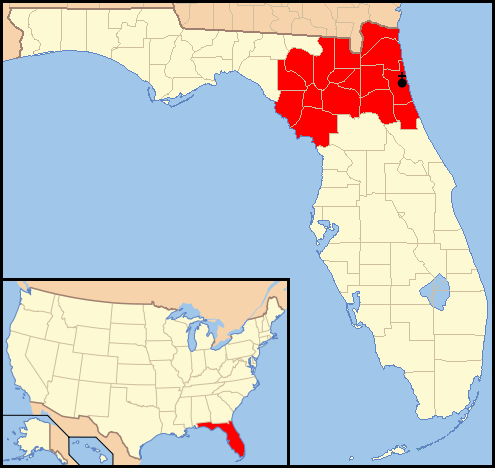
أبرشية القديس أوغسطين ، فلوريدا.

### سانت أوغسطين
غادرت قوات المساعدون السود سانتو دومينيغو في عام 1795 وذهبوا إلى كوبا، وعلى هذا الحال كانت السلطات الكوبية قلقة من أن وجودهم من شأنه أن يحرض على حركات العبيد في كوبا، ، لذلك منعت دخول قوات المساعدين السود وبدلاً من ذلك  توجهوا إلى سانت أوغسطين عاصمة شرق فلوريدا، والتي كانت أيضاً تحت السيطرة الإسبانية، وكان القديس أوغسطين قد سن من قبل قوانين المساواة العرقية في عام 1792 مما وفر ملاذاً للعبيد المحررين وحتى الرعايا من العبيد السابقين.
وبمجرد وصوله أقام حاكم سانت أوغسطين خوان نبوموسينو دي كايسادا إي بارنوو عشاء لمدة ليلتين لجورج وأتباعه الهاييتيين الذين اعتبرهم أفرادا من عائلته، وغير جورج اسمه إلى "خورخي" وأصبح جنرالاً إسبانياً حراً منذ ذلك الحين، وتم تعيينه قائداً لميليشيا سانت أوغسطين السوداء والتي تُقاد من حصن ماتانزاس.
على الرغم من أن بياسو كان يُنظر إليه كبطل إلى حد كبير إلا أن العنف الذي تسبب فيه في سعيه من أجل الحرية لم يكن خافيا وبسبب هذا خشي المستعمرون والإداريون في فلوريدا من بياسو وقلقوا من أنه قد يبدأ بتشجيع على ثورة العبيد في فلوريدا، ، وذلك لأنهم قد كانوا في ذلك الموقف متعبين ومنهكين خاصة وأنه كانت هناك بالفعل انتفاضتان للعبيد في بوينت كوبا لويزيانا القريبة نسبياً من فلوريدا.